# Hindustan Computers Limited
Hindustan Computers Limited, também conhecida como HCL Enterprise, é uma das maiores empresas  de eletrônicos, computadores e de Tecnologia da informação da Índia.
Fundado em 1976 por Shiv Nadar, Arjun Malhotra, Subhash Arora, Ajai Chowdhry, DS Puri e Yogesh Vaidya. A princípio, a empresa teve seu foco no mercado Indiano interno de hardware com poucas atividades no mercado global. Em 1981 a empresa investiu na indústria de capacitação em informática. Em 1991 a HP comprou parte da empresa (26%) mudando o seu nome para HCL HP em uma joint venture que durou 5 anos terminando em 1996.

## HCL Technologies
HCL Technologies é a maior empresa de serviços em TI da Índia com soluções em terceirização de parque tecnológico. Seu crescimento global se deu em 1999 com o redirecionamento de seus serviçes para Outsourcing/consultoria, consolidando seu sucesso em 2010 com o recebimento de vários prêmios no mercado de TI. A empresa montou uma cadeia offshore global com escritórios em 16 países para diversos setores da economia como Financeiro, Automotiva, Semicondutores, Telecomunicações, Publicidade, Consumidor final e Aeroespacial. No final de 2007, o grupo faturou $ 1,6 Bilhão de dólares e empregou mais de 47.000 colaboradores.

## Páginas externas
- (em inglês)HCL Enterprise
- (em inglês)HCL Technologies
- (em inglês)HCL Infosystems
- (em inglês)HCL BPO
- (em inglês)HCL Acessórios
- (em inglês)HCL Comnet